# Bob Whitlock (Bassist)
Bob Whitlock, eigentlich Von Varlynn Whitlock,  (* 21. Januar 1931 in Roosevelt, Utah; †  30. Juni 2015 in Long Beach) war ein US-amerikanischer Bassist des West Coast Jazz.

## Leben und Wirken
Bob Whitlock hatte als junger Musiker 1947 Lena Horne begleitet, spielte 1949 mit Steve White und Anfang der 1950er Jahre in Charlie Barnets Band, als er von Gerry Mulligan in seine Band geholt wurde: Er empfahl Mulligan seinen Freund Chet Baker, der dann ebenso wie Chico Hamilton zur Ursprungsbesetzung seines Quartetts gehörte (zu hören auf Titeln wie Nights At The Turntable oder Lullaby of the Leaves). Er arbeitete 1952 auch in der Band von Art Pepper und Russ Freeman und wirkte an dessen Aufnahmen für Savoy mit (Surf Ride).
Im selben Jahr spielte er bei der Session im The Trade Winds Club mit Harry Babasin, Dave Pell, Sonny Criss, Wardell Gray, Lawrence Marable und Chet Baker.  Mitte der 1950er Jahre wirkte er an dem Album Getz and the Cool Sounds von Stan Getz mit. 1957 spielte er im Trio mit Joe Albany und Warne Marsh (The Right Combination). Whitlock hatte auch selbst ein Quartett und unterrichtete Musiktheorie an der University of California. 1961 arbeitete er in Paris, 1965/6 war er im Quintett von George Shearing auf Tour, 1966 spielte er mit Joe Pass (Simplicity);  danach sind keine weiteren Aufnahmen bekannt.
Bob Whitlock ist nicht zu verwechseln mit dem Hockeyspieler (* 1949) gleichen Namens bzw. dem Keyboarder Bobby Whitlock (* 1948).